# Им покоряется небо
«Им покоряется небо» — советский художественный чёрно-белый фильм, снятый кинорежиссёром Татьяной Лиозновой в 1963 году. Фильм посвящён погибшим летчикам-испытателям. Сюжет основан на реальной истории создания первого советского реактивного истребителя МиГ-9 в КБ Микояна. Кинокартина стала лауреатом первой премии Международного кинофестиваля фильмов об авиации и аэронавтике в Довиле (1963).

## Сюжет
Начало 1960-х. Проходит воздушный парад современной авиатехники. Лежит на свалке МиГ-9, который создавали герои фильма…
Конец 1940-х. Лётчику-испытателю Алексею Колчину (прототип — Алексей Николаевич Гринчик) поручено впервые поднять в воздух первый советский реактивный истребитель. Испытания проходят успешно, но необходимо совершенствовать самолёт. При выполнении испытательного полёта Колчин погибает, его последние слова записаны на магнитофонную ленту. Изучив их, друг Колчина Сергей Шаров делает новую попытку и доводит испытания самолёта до конца.
Сюжет картины повторён в повести Анатолия Аграновского «Открытые глаза», которая вышла в свет одновременно с фильмом.

## В ролях
| Актёр               | Роль                                                              |
| ------------------- | ----------------------------------------------------------------- |
| Николай Рыбников    | Алексей Степанович Колчин (прототип — Алексей Николаевич Гринчик) |
| Владимир Седов      | Сергей Ильич Шаров (прототип — Марк Лазаревич Галлай)             |
| Светлана Светличная | Нина Колчина                                                      |
| Евгений Евстигнеев  | генеральный конструктор Иван Сергеевич                            |
| Олег Жаков          | Олег Петрович Басаргин                                            |
| Сергей Блинников    | конструктор                                                       |
| Георгий Куликов     | конструктор Виталий Ильич                                         |
| Николай Погодин     | Владимир Андреевич, лётчик-испытатель                             |
| Сергей Бобров       | конструктор Пётр Егорович                                         |
| Павел Тарасов       | пожилой конструктор                                               |
| Лев Золотухин       | Леонид Петрович Гордеев                                           |
| Пётр Щербаков       | лётчик-испытатель Пётр Сушков                                     |
| Владимир Раутбарт   | заикающийся инженер Владимир Петрович                             |
| Иван Рыжов          | инспектор полётов                                                 |
| Лев Барашков        | отстранённый от испытаний недисциплинированный лётчик             |

## Съёмочная группа
- Авторы сценария: Анатолий Аграновский, Леонид Агранович
- Режиссёр-постановщик: Татьяна Лиознова
- Оператор: Валерий Гинзбург
- Художник-постановщик: Борис Дуленков
- Композитор: Андрей Эшпай